# Dolichopoda thasosensis
Dolichopoda thasosensis är en insektsart som beskrevs av Lucien Chopard 1964. Dolichopoda thasosensis ingår i släktet Dolichopoda och familjen grottvårtbitare. Inga underarter finns listade i Catalogue of Life.